# Sanger opus 19
Sanger opus 19 is een verzameling van twee liederen van de Noorse componist Alf Hurum. De twee liederen werden apart van elkaar gecomponeerd, ze hebben geen gemeenschappelijk thema. Het werk van Rabindranath Tagore werd in 1915 naar het Noors vertaald, dus "Aften" dateert van later datum. Men vermoedt dat het uit 1922 stamt. Het tijdvak waarin Psalm 121 van een toonzetting is voorzien is geheel onbekend. Studies van de Universiteit van Oslo wijzen op omstreeks 1954. Die toonzetting is opgedragen aan Kirsten Flagstad.
De twee teksten zijn:
- Aften (Avond, van Tagore)
- Jeg løfter mit øie (‘k sla d’ogen op)